# Frontera entre Honduras y Nicaragua
La frontera entre Honduras y Nicaragua es la frontera internacional entre Honduras y Nicaragua en Centroamérica, delimitada en más de la mitad de su trazado por el río Segovia.

## Trazado
La frontera terrestre empieza en el golfo de Fonseca, en el océano Pacífico y acaba en la costa del mar Caribe, que separa los departamentos meridionales hondureños de Choluteca, El Paraíso, Olancho y Gracias a Dios de los departamentos nicaragüenses de Chinandega, Madriz, Nueva Segovia, Jinotega y la  Región Autónoma de la Costa Caribe Norte. El río Coco forma parte de la frontera en su parte oriental.

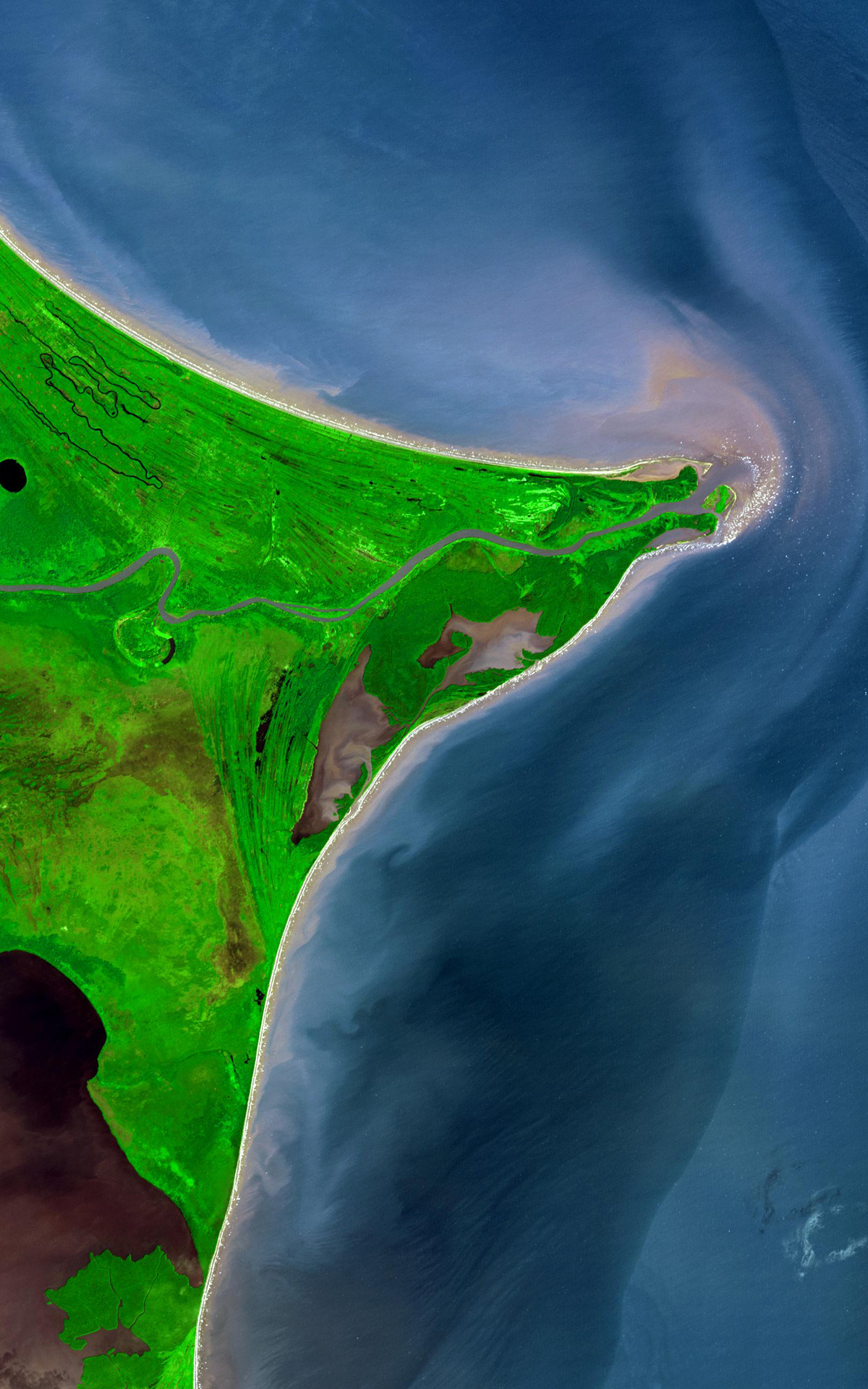
El río Coco en la Costa de los Mosquitos.

En cuanto a la frontera marítima, en octubre de 2007 la Corte Internacional de Justicia (CIJ) definió una nueva frontera marítima que se proyecta en algunos tramos al norte del paralelo 15° norte en favor de Nicaragua, y en otro punto se adentra hacia en el sur de la línea en disputa para favorecer Honduras. Los límites son una línea bisectriz 70°14′41.25″ y unos bolsones marítimos con silueta de guardamonte de revólver cercano a la costa de Cabo Gracias a Dios.

## Historia
Honduras y Nicaragua formaron parte respectivamente de las Provincias Unidas de América Central y de las República Federal de Centroamérica entre 1823 y 1838, cuando las uniones de estos países se hundieron y ambas naciones obtuvieron su independencia y definieron su frontera común.
El 1937, la emisión de un sello de Nicaragua con un adhesivo en parte del territorio hondureño que indicaba "territorio en disputa" casi causó una guerra entre los dos países. El territorio había sido reclamado por Nicaragua, pero Honduras pensó que la cuestión se había cerrado el 1906 cuando un arbitraje del rey Alfonso XIII de España le concedió la zona. Las raíces del problema de demarcación de esta frontera se encuentran en el camino del proceso de independencia en 1821 como república federal.
En 2018 Honduras reforzó los pasos fronterizos debido a la Crisis de Nicaragua.